# Hibbertia inconspicua
Hibbertia inconspicua är en tvåhjärtbladig växtart som beskrevs av Carl Hansen Ostenfeld. Hibbertia inconspicua ingår i släktet Hibbertia och familjen Dilleniaceae. Inga underarter finns listade i Catalogue of Life.